# Maureen Gruben
Maureen Gruben est une artiste inuvialuk contemporaine née en 1963 à Tuktoyaktuk, dans les Territoires du Nord-Ouest. Par ses créations à base de fourrures, de peaux et de matériaux industriels elle cherche à représenter les liens entre territoire, mémoire, culture autochtone et changements environnementaux. Formée en beaux-arts en Colombie-Britannique, elle a créé des installations monumentales exposées au Canada. Elle a été finaliste du Kenojuak Ashevak Memorial Award,.

## Biographie
Gruben s'identifie comme Inuvialuk, originaire de Tuktuyaaqtuuq. Elle dit avoir été initiée à l’art par sa mère, qui lui a appris à coudre et à travailler les peaux issues des pièges de son père. Elle a suivi des études au Kelowna Okanagan College of Fine Arts, avant d’obtenir un Bachelor of Fine Arts à l’université de Victoria,.
Son approche artistique mêle peaux, fourrures et matériaux industriels. Elle cherche à représenter les liens entre les peuples autochtones, leurs territoires et les menaces environnementales contemporaines comme la fonte des glaces ou la pollution des côtes arctiques. Elle aborde également les droits de chasse et les mémoires collectives et individuelles liées au territoire[réf. nécessaire].

## Ses œuvres artistiques
Parmi ses œuvres marquantes figure Stitching My Landscape (2017), une installation monumentale constituée de 111 trous percés dans la glace, reliés par un tissu rouge symbolisant la suture de blessures infligées au territoire inuit. Consummate (2017), composée de sacs fabriqués à partir d’intestins de béluga et suspendus comme du linge, évoque les déchets retrouvés sur les rives arctiques. Nuna (2023), œuvre vidéo, montre une croix rouge cousue dans la glace, laissée durant deux mois, comme un cri visuel contre l’impact de l’homme sur le climat. Enfin, Le pays d’avant (2023–2024), exposée à la Galerie d'art de Vancouver, symbolise un lien entre territoire arctique et colonialisme.
Elle a présenté ses œuvres en exposition solo, notamment The Land That Used to Be à Vancouver en 2024 et QULLIQ: In Darkness, Light à la Libby Leshgold Gallery en 2018. Elle a également participé à des expositions collectives comme Àbadakone au Musée des beaux-arts du Canada en 2019, et Breathing Hole à la Galerie d’art de Winnipeg la même année,,.
Ses œuvres figurent dans les collections du musée des beaux-arts du Canada, du musée Anchorage, du musée Glenbow et de la Galerie d’art de Winnipeg. Elle a été finaliste du prix Kenojuak Ashevak Memorial Award en 2023, et a participé à la Biennale d’art autochtone de Vancouver,,.
Gruben est reconnue pour son approche imaginative et engagée. Ses œuvres combinent poésie visuelle et critique sociale, établissant un dialogue entre traditions autochtones et réalités contemporaines. Son influence s'étend au-delà de l'art inuit, notamment dans les discussions critiques sur l’écologie, la mémoire et la réparation,,,.